# شوک (رودسر)
شوک یک روستا در ایران است که در بخش رحیم‌آباد در استان گیلان واقع شده‌است.

## جمعیت
این روستا در دهستان اشکور سفلی قرار دارد و براساس سرشماری مرکز آمار ایران در سال ۱۳۸۵، جمعیت آن ۹۶ نفر (۳۳۱ خانوار) بوده‌است.